# Nông Hạ
Nông Hạ là một xã thuộc huyện Chợ Mới, tỉnh Bắc Kạn, Việt Nam.

## Địa lý
Xã Nông Hạ có hình dạng kéo dài theo chiều đông - tây, có vị trí địa lý:
- Phía bắc giáp xã Thanh Mai và xã Cao Kỳ
- Phía đông giáp xã Yên Cư và xã Yên Hân
- Phía nam giáp các xã Bình Văn, Như Cố, Thanh Thịnh
- Phía tây giáp tỉnh Thái Nguyên.

Xã Nông Hạ có diện tích 57,27 km², dân số năm 2019 là 4.062 người, mật độ dân số đạt 71 người/km².
Nông Hạ có tuyến quốc lộ 3 chạy trên địa bàn, song song với sông Cầu. Ngoài ra, Nông Hạ còn có các dòng suối phụ lưu của sông Cầu chảy trên địa phận như suối Khe Thuồng ở tả ngạn, suối Quân và khuổi Thi ở hữu ngạn.

## Hành chính
Xã Nông Hạ được chia thành các xóm bản: Nà Bia, Nà Cù, Nà Quang, Nà Cắn, Khe Thuổng, Nà Bản, Cao Thanh, Reo Dài, Sáu Hai, Nà Mẩy, Bản Tết I, Bản Tết II, Xí Nghiệp, Khe Thỉ 1, Khe Thỉ 2.